# Drievoudige moord in Zutendaal

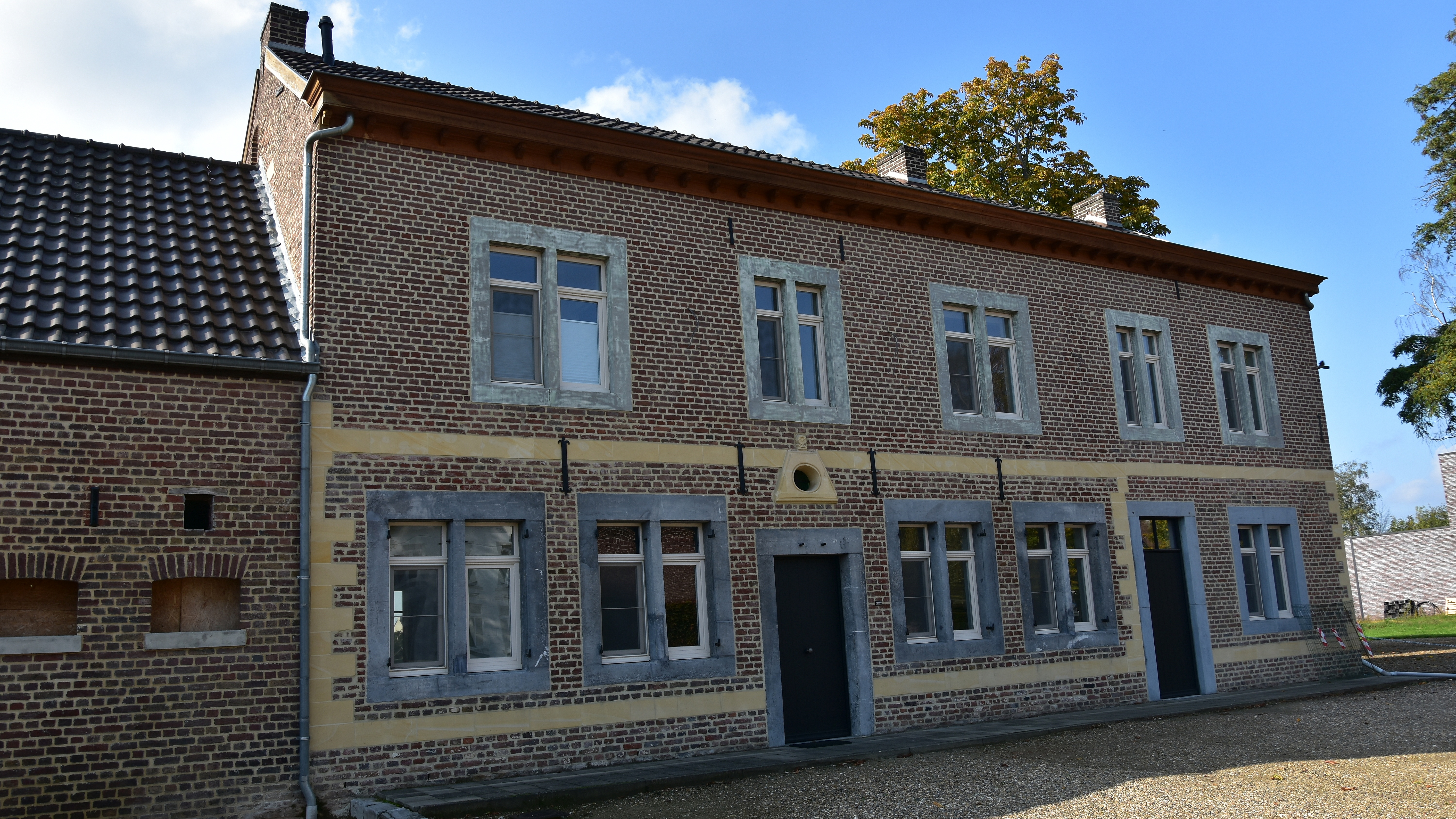
In het oud kantoor in 2020

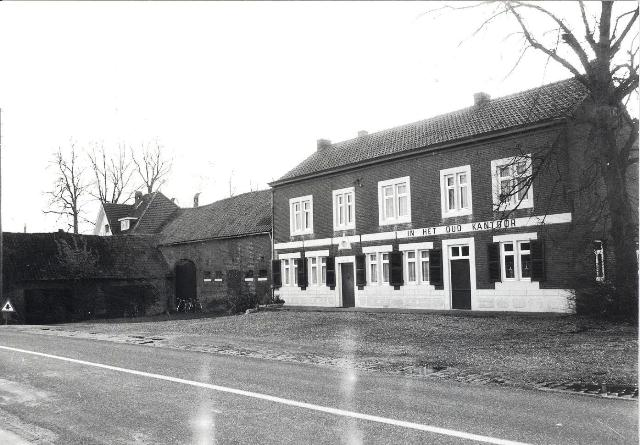
In het oud kantoor in 1977

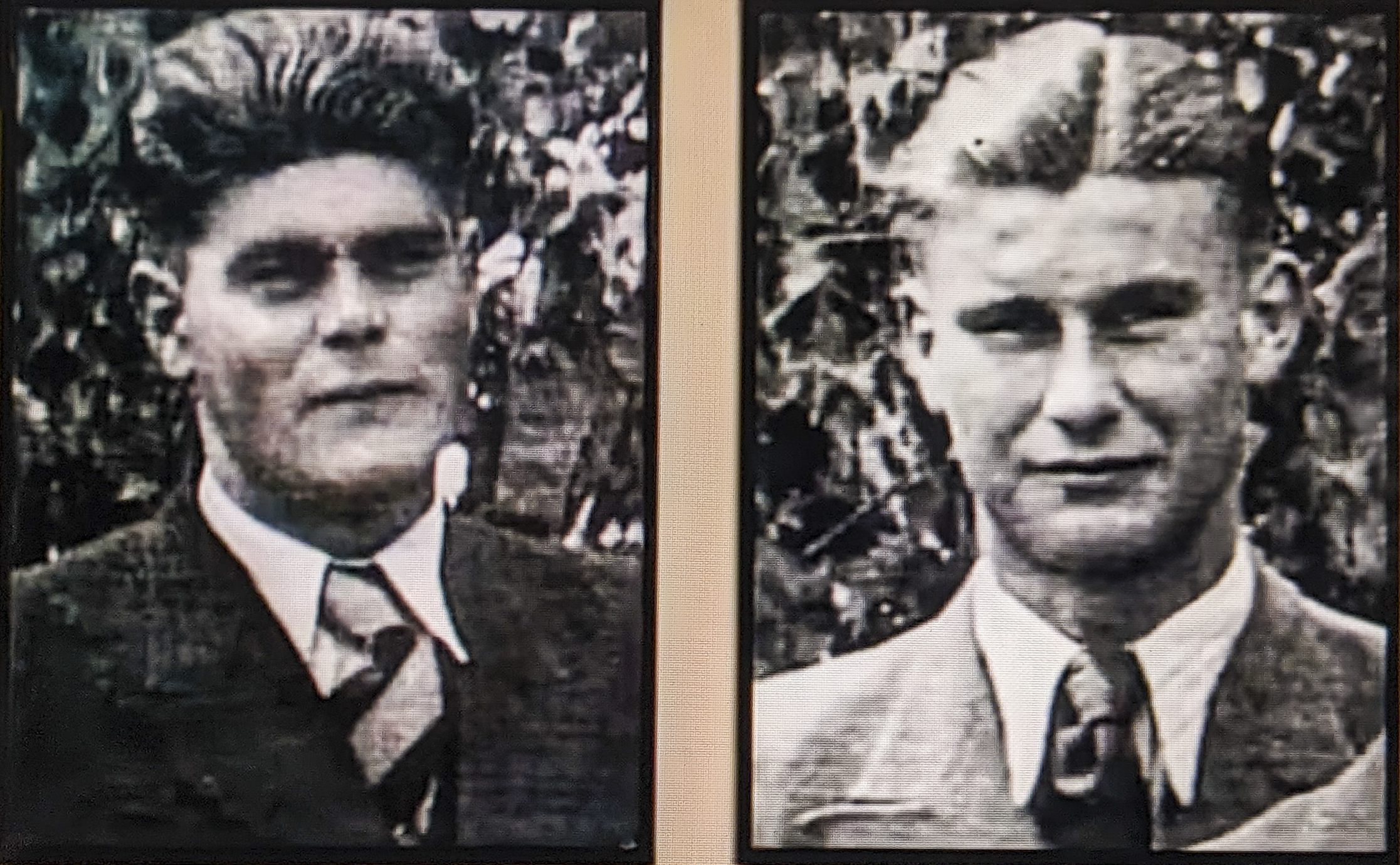
Jozef (links) en Jaak Geusens

Op 22 augustus 1943, tijdens de Duitse bezetting van België, vermoordden een vijftiental gewapende mannen drie leden van het gezin Geusens in hun woning "In het oud kantoor" aan de Trichterweg in de Belgische gemeente Zutendaal. Het is niet helemaal uitgeklaard of dit een daad van het verzet, het Belgisch leger der partizanen tegen vermeende leden van het VNV was of een roofmoord.

## Historiek
Gerard Geusens, geboren op 29 december 1887, 56 jaar oud en weduwnaar van Catharina Linmans, baatte in zijn woning een winkel en een café uit. Hij had vijf kinderen: Jaak (30), Jozef (23), priester-scheutist Albert (28), en de kinderen Leo (12) en Lisa.
Op de bewuste dag rond de middag vielen een vijftiental gewapende mannen het huis binnen nadat ze de buren het bevel hadden gegeven om binnen te blijven. In de herberg werden de telefoondraden doorgeknipt. Albert, die op zijn kamer op de 1e verdieping was, hoorde gestommel op de trap en ging kijken. Toen hij zag wat er aan de hand was, trok hij de deur van de kamer weer dicht. Toen hij via het venster om hulp riep werd hij vanaf de begane grond met een revolver beschoten. Hij sloot zich daarbij op in een kleerkast. Een kogel die door zijn deur werd gevuurd, trof hem niet. Even later werd hij uit zijn kamer gehaald en met de andere gezinsleden op een rij gezet.

### Drievoudige moord
Vader werd in zijn kamer opgesloten en de twaalfjarige Leo werd verplicht te zeggen waar het geld lag. Even later werd het hele gezin opgesloten in de kelder terwijl de bende alles verzamelde wat voor hen waardevol was. Vader had veel geld in huis dat nodig was om de landbouwers te betalen die levensmiddelen leverden.
De hele situatie veranderde in een drama toen Jaak thuis kwam en een lid van de bende herkende. Toen ook Jozef erbij werd gehaald herkende hij ook een bendelid. Jozef werd daarop naar zijn kamer gebracht en daar met vier schoten in het hoofd gedood. Jaak namen ze mee naar de zolder en werd daar met vijf schoten in buik en hoofd afgemaakt. Vader Geusens werd in zijn slaapkamer vermoord. Albert en de kleine kinderen werden ongemoeid gelaten.
Dat het Belgisch leger der partizanen voor de roofmoorden verantwoordelijk was bleek toen in het novembernummer van 1943 in Le Partisan onder de hoofding "Akties tegen de verraders" te lezen stond: "Zutendaal. Monsieur Geussens et ses deux fils, tous les trois des VNV notoires ont été exécutés (Zutendaal. Mijnheer Geussens en zijn twee zonen, belangrijke VNV'ers zijn geëxecuteerd)."

### Onderzoek naar de daders
Op 10 september 1943 werd Armand Moureaux, 33 jaar oud en adjunct-korpscommandant van de partizanen van Tongeren, door de Belgische rijkswacht te Guigoven aangehouden. Hij werd geconfronteerd met de drie overlevenden van het gezin Geusens en gaf zijn deelname aan de moordpartij toe. Op 24 maart 1944 werd hij, samen met Mathieu Marting, Jan Smets en Julien Mackelberghe door het Duits krijgsgerecht tot de doodstraf veroordeeld en op 11 april 1944 terechtgesteld. 

## Nabeschouwing
Vader Geusens en zoon Jaak waren lid van de Landbouw- en voedingscoöperatie, een vereniging die ervoor zorgde dat bijvoorbeeld landbouwers koeien konden leverden aan het slachthuis. Ze waren door die organisatie aangesteld om die leveringen te verzekeren. Voor een deel van de bevolking werden zij gezien als collaborateurs of zwarten. Toch maakte geen enkel lid van het gezin deel uit van een collaboratiebeweging. Het VNV heeft in geen enkele van haar publicaties een Geusens vermeld als lid. Een mogelijkheid is dat de partizanen achteraf leden van het gezin als VNV'ers hebben afgeschilderd om hun daden enigszins te verrechtvaardigen. 
Onderzoek wees uit dat tussen 1 januari 1942 en augustus 1943 in Limburg 10 000 overvallen werden gepleegd. Het banditisme, aangemoedigd door straffeloosheid, groeide in de laatste maanden van 1943 nog aan. Die straffeloosheid werd onrechtstreeks veroorzaakt omdat de Rijkswacht probeerde te vermijden dat burgers werden overgeleverd aan de Duitsers. Tevens hadden de Duitsers steeds minder de middelen om de controle te behouden.